# Saprinus submarginatus
Saprinus submarginatus är en skalbaggsart som beskrevs av J. Sahlberg 1913. Saprinus submarginatus ingår i släktet Saprinus och familjen stumpbaggar. Inga underarter finns listade i Catalogue of Life.